# Nordrhein

Lage der Nordrhein-Provinz innerhalb der britischen Zone (1945/46)

Die Provinz Nordrhein (auch Nordrhein-Provinz oder Nord-Rheinprovinz, kurz NRP) war nach dem Zweiten Weltkrieg eine kurzlebige Verwaltungseinheit auf dem Gebiet der britischen Besatzungszone Deutschlands, die aus dem Nordteil der Rheinprovinz entstand.
Sie wurde am 20. Juni 1945 auf der Grundlage der Berliner Erklärung und der aus ihr resultierenden Feststellung von Besatzungszonen der Hauptsiegermächte des Zweiten Weltkriegs aus den Regierungsbezirken Aachen, Düsseldorf und Köln der preußischen Rheinprovinz gebildet. Der Südteil der Rheinprovinz, bestehend aus den Regierungsbezirken Koblenz und Trier, war am 5. Juni 1945 Teil der französischen Besatzungszone geworden. Die Teilung des Rheinlands, das 1815 durch den Wiener Kongress unter der preußischen Krone vereinigt worden war, in Gebiete mit unterschiedlichen Regierungen und Verwaltungen – ab Sommer 1946 in die Länder Nordrhein-Westfalen und Rheinland-Pfalz – war damit vorgezeichnet. Die Provinz Nordrhein bestand bis zum 20. Oktober 1946. An diesem Tag hob die im August 1946 gebildete Regierung des Landes Nordrhein-Westfalen die Oberpräsidien von Nordrhein und Westfalen auf Anweisung der britischen Besatzungsmacht auf.
Sitz des Oberpräsidiums war zunächst Bonn, ab Oktober 1945 Düsseldorf (Landeshaus Düsseldorf). Oberpräsidenten waren Johannes Fuchs (Zentrum, vom 4. Juli bis Oktober 1945) sowie der spätere Bundesinnenminister Robert Lehr (CDU, Oktober 1945 bis August 1946). Sie unterstanden besatzungsrechtlichen Weisungen von John Ashworth Barraclough, dem britischen Militärgouverneur der Provinz Nordrhein. Seit dem 14. Dezember 1945 hatte die Provinz Nordrhein als beratendes Gremium einen Provinzialrat, der mit ernannten Vertretern politischer Parteien und des öffentlichen Lebens besetzt war.
Ein Teil der provinzialen Aufgaben und Einrichtungen (wie z. B. die Landeskliniken) ging später in die Trägerschaft des Landschaftsverbands Rheinland über.